# Ždánice (Vilémov)
Ždánice (německy Schdanitz) je malá vesnice, část městyse Vilémov v okrese Havlíčkův Brod. Nachází se asi 1,5 km na jihovýchod od Vilémova. V roce 2009 zde bylo evidováno 15 adres. V roce 2010 zde trvale žilo 16 obyvatel.
Ždánice leží v katastrálním území Ždánice u Vilémova o rozloze 1,29 km2.

## Fotogalerie

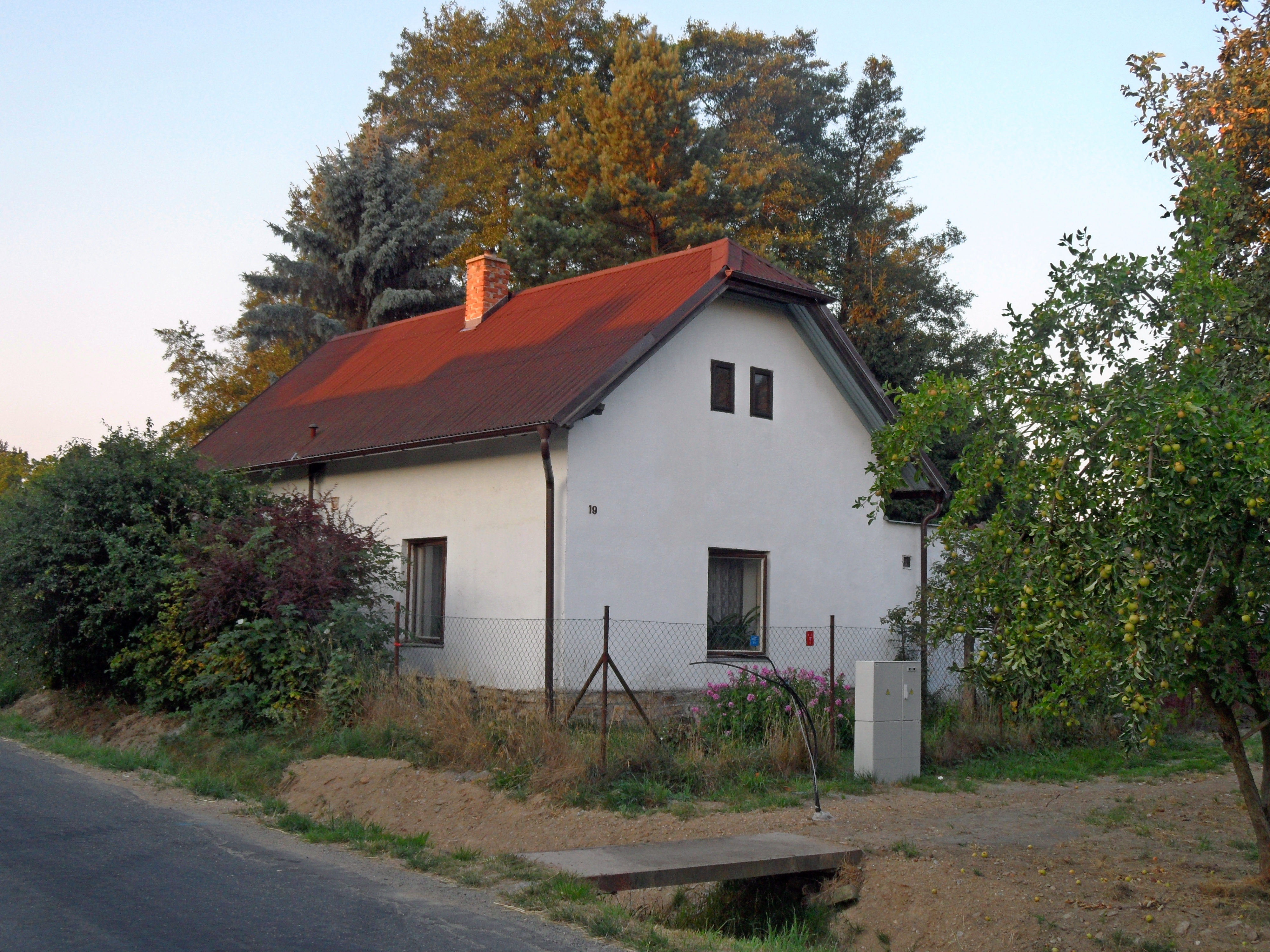
Dům u silnice
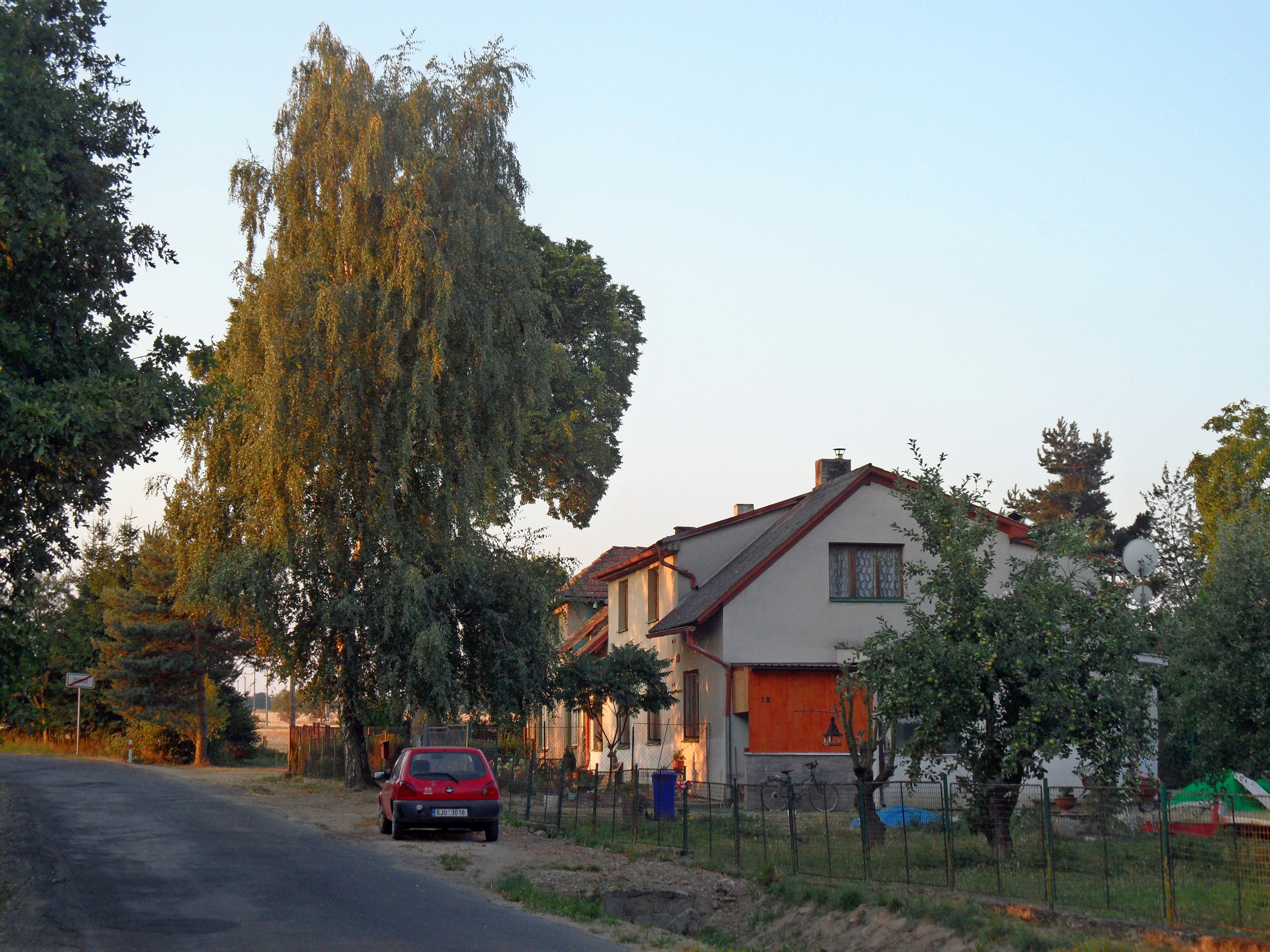
Dům pod stromem
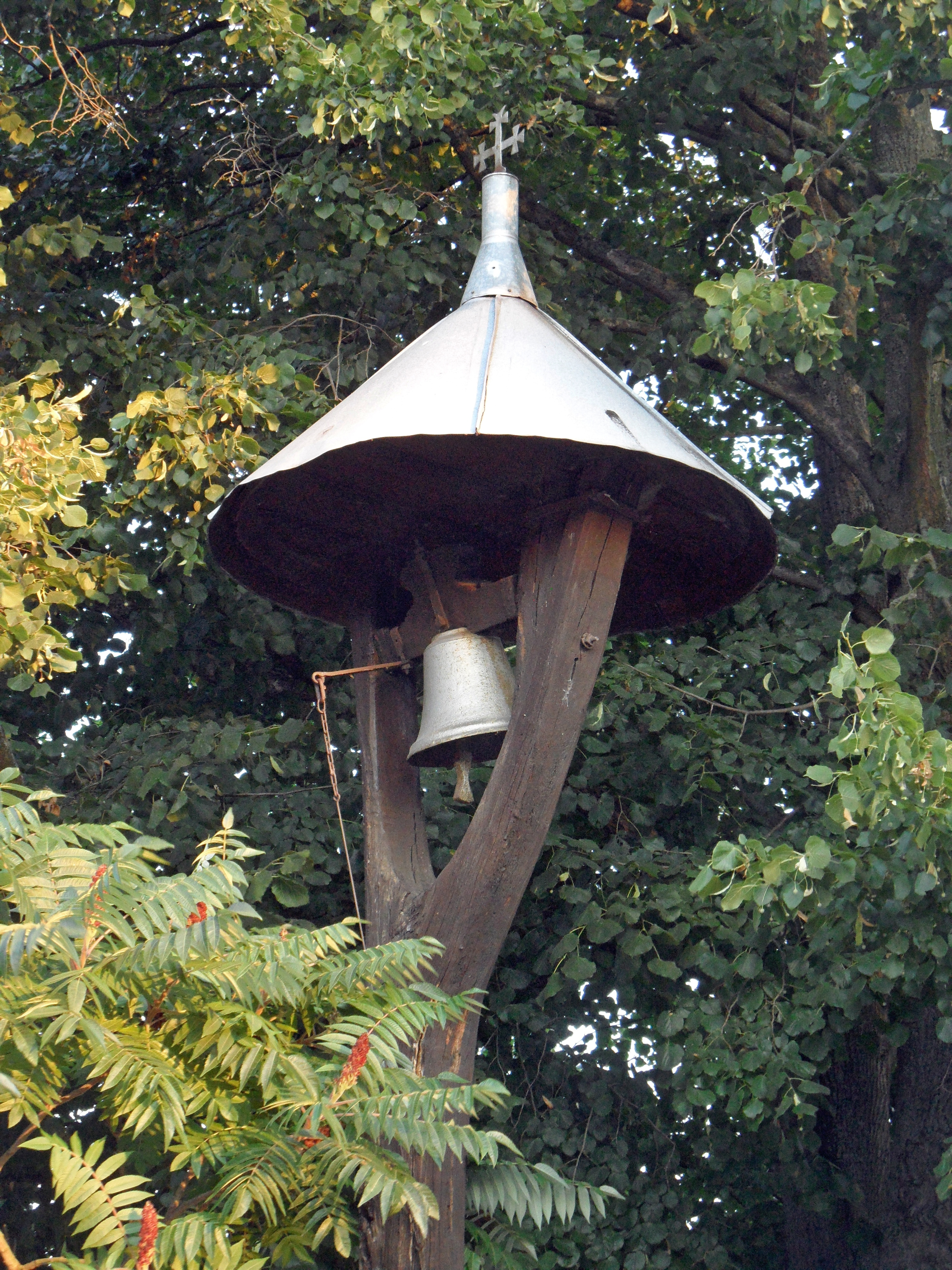
Detail zvonice
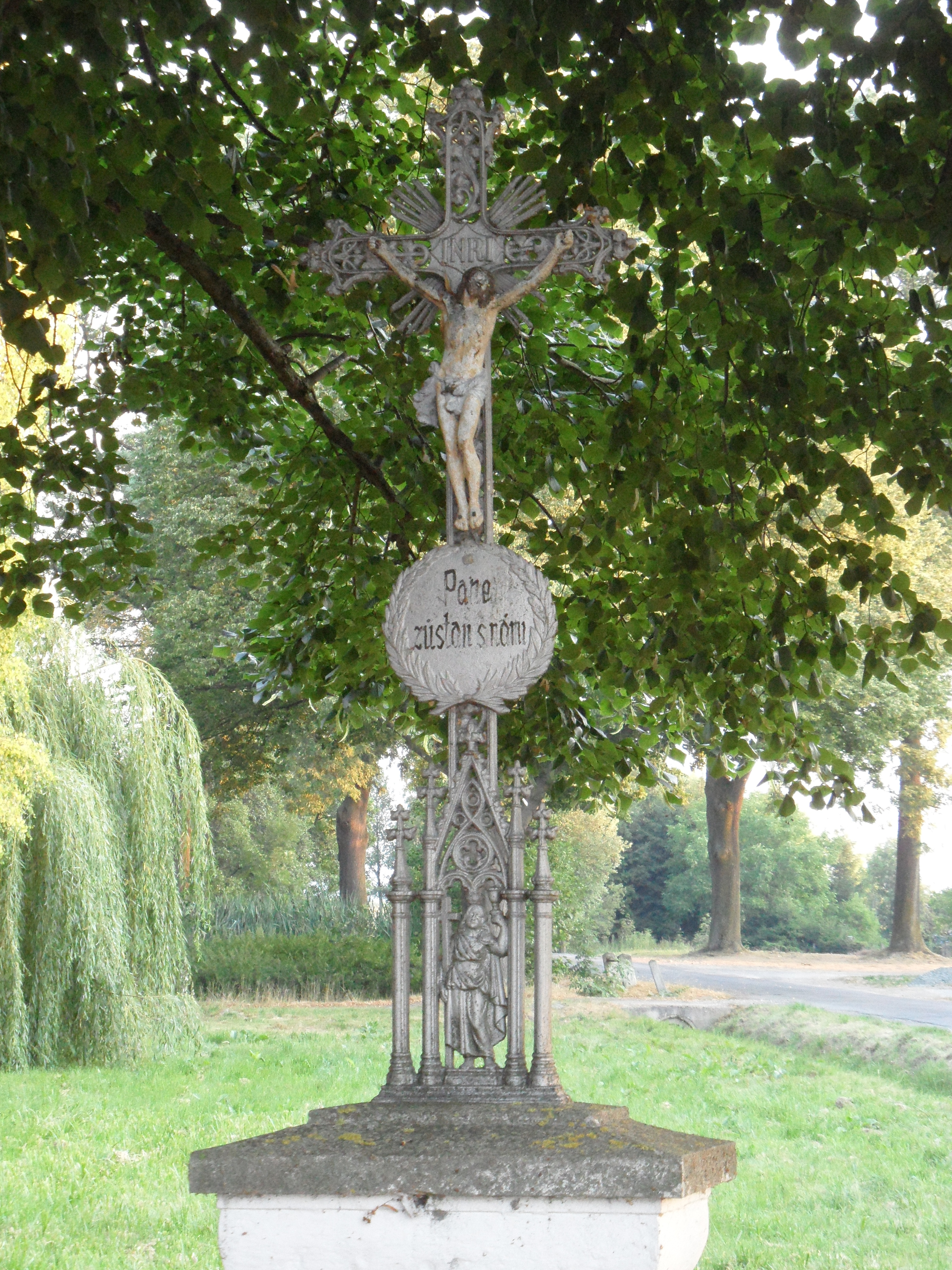
Detail křížku